# Blonde Fracht für Sansibar
Blonde Fracht für Sansibar ist ein britischer Abenteuerfilm von Robert Lynn aus dem Jahr 1964.

## Handlung
In Lissabon wird ein Mann erstochen. Es handelte sich um eine Kontaktperson des einflussreichen Valdez, der in Mosambik lebt. Der Mann trägt eine Aktentasche mit Angaben zu Geheimkonten der Familie Valdez in der ganzen Welt bei sich. Die Summen belaufen sich auf mehrere Millionen Schweizer Franken. Inspektor Commarro, der Valdez und seiner Bande von Drogenschmugglern seit langem auf den Fersen ist, fängt in Lissabon einen Brief Valdez’ an den Piloten Brad Webster ab, in dem Valdez ihm Arbeit anbietet. Er tritt mit Brad in Kontakt. Dieser nimmt den Job an, steht er doch seit einem Flugzeugabsturz, bei dem nur er überlebte, auf der schwarzen Liste der Fluggesellschaften und erhält keine Stellenangebote.
Im Flugzeug lernt Brad die blonde Christina kennen, die wie er für Valdez arbeiten wird: Sie wurde als Sängerin für das Hotel Valdez engagiert. In Mosambik hat sich in kurzer Zeit alles geändert. Valdez ist überraschend am Vortag der Ankunft gestorben, doch ist seine Witwe Ilona nicht traurig, wurde Valdez doch von allen gehasst. Er wird nun von Da Silva ersetzt. In seine Dienste treten Brad und Christina. Die muss schnell erkennen, dass die Arbeit als Sängerin in Wirklichkeit Prostitution meint. Vor allem ein reicher Araber hat es auf sie abgesehen, „sammelt“ er doch blonde Fracht für seine Villa. Christina kann ihm am ersten Tag entkommen und sich zu Brad retten. Als der jedoch einen Botenflug mit Silvas Kompagnon Henderson unternimmt, um heimlich „Medikamente“ zu transportieren, wird Christina von dem Araber verschleppt. Brad sucht sie vergebens. Beim zweiten Flug bringt Brad Da Silva nach Sansibar. Sie entladen Kisten und Brad erkennt den Scheich wieder. Er folgt dessen Angestellten zum Palast, wo er in letzter Sekunde Christina aus den Fängen des Mannes befreien kann. Mit Da Silva gelingt die Flucht von der Insel, doch droht über dem Meer der Flugzeugmotor auszugehen. Nach der Notlandung auf einer verlassenen Insel repariert Brad das Flugzeug, dessen Motor manipuliert worden war. Er und Christina gehen anschließend baden und finden Da Silva bei ihrer Rückkehr erstochen vor. Zurück am Flughafen werden sie als Mörder verhaftet, jedoch bald freigelassen, nachdem Commarro sie verhört hat. Brad kann wenig später den wahren Mörder finden: Es ist ein kleinwüchsiger Messerwerfer, der auch den Mann in Lissabon erstochen hat.
Commarro hat die Tasche mit den geheimen Bankkontenlisten bei sich und übergibt sie Ilona. Sie werden jedoch von Henderson gestohlen, der mit den Daten über die Grenze fliehen will. Brad und Christina, Ilona sowie Commarro folgen Henderson bis zu den Victoriafällen, über die eine Brücke über die Grenze führt. Hier kommt es zu einer wilden Verfolgungsjagd zwischen Henderson und Brad, die mit einem waghalsigen Kletterakt an der Brücke endet: Henderson verliert das Gleichgewicht und stürzt mit den Akten in die Tiefe. Zwar vermutet Commarro, dass Ilona den Tod Hendersons provoziert habe, da er zu viel wusste und auch in die Rauschgiftgeschäfte der Bande verwickelt ist, kann ihr jedoch nichts nachweisen. Stattdessen verhaftet Commarro sie wegen Mordes an ihrem Ehemann, der an einer Arsenvergiftung starb. Bei späteren Verhören gibt Ilona den Mord und die Mordaufträge zu. Brad ist durch die Verhaftung mal wieder ohne Arbeit. Von Commarro erhält er zwei Rückflugtickets nach Lissabon, denn Christina reist mit ihm zurück.

## Produktion
Blonde Fracht nach Sansibar wurde 1964 in Mosambik gedreht. Die Kostüme schufen Pierre Balmain (für Hildegard Knef) und Ray Beck. Der Film kam am 26. März 1965 in die deutschen Kinos und lief im Mai 1965 auch in den österreichischen Kinos an. Hildegard Knef singt im Film Das geht beim ersten Mal vorbei von Charly Niessen, während Vivi Bach den von Gus Backus geschriebenen Titel Hey You singt.

## Kritik
Für den film-dienst war Blonde Fracht für Sansibar ein „simpler, von Zufällen lebender Abenteuerfilm.“